# Саво Машковић
Саво Машковић (Осретци, код Колашина, 14. јануар 1914 — Пољани, код Илока, 4. децембар 1944), учесник Народноослободилачке борбе и народни херој Југославије.

## Биографија
Рођен је 14. јануара 1914. године у селу Осретци, код Колашина. Потиче из сиромашне сељачке породице. Као дете, рано је остао без оца, па је с три брата и две сестре одрастао у веома тешким условима. Поред основне школе завршио је и пет разреда гимназије у Колашину. После тога отишао је на службу у Нови Пазар, где се прикључио радничком покрету. Члан Комунистичке партије Југославије је од 1940. године.
После Априлског рата и окупације Краљевине Југославије, вратио се у родно село, где је активно учествовао у организовању устанка. Јула 1941. године учествовао је у првим устаничким акцијама и у борбама за ослобођење Колашина. Током августа, у групи доњоморачких партизана, истакао се као најхрабрији борац, у борби са италијанском дивизијом „Пустерија“. У нападу на Пљевља, Саво се истакао као добар стрелац и нишанџија на пушкомитраљезу.
Децембра 1941. године постао је борац Прве пролетерске ударне бригаде. У нападу на Ливно, 1942. године, пробио се кроз бодљикаву жицу између бункера, којима је онда пришао са супротне стране, уништио две посаде и омогућио својој чети да прва продре у град. Сличан подвиг учинио је и у борби за Јајце, исте године.
У бици на Неретви се, као командир чете истако у борбама на Ивану, Чићеву, Главатичеву, и у жестоким борбама на Дрини, априла 1943. године. У току пробоја обруча на Сутјесци постао је командант Првог батаљона Прве пролетерске бригаде. Велике су заслуге његовог батаљона за успешан пробој на Балинковцу, 10. јуна, и за пробоју на путу Фоча-Калиновик.
Саво се истакао у борбама Прве пролетерске бригаде, у источној Босни, у лето 1943. и у централној Босни, у јесен 1943. године. Током Шесте непријатељске офанзиве његов батаљон је проглашен за узорну јединицу Првог пролетерског корпуса. Касније је постао заменик команданта Прве пролетерске, а потом и командант Осме црногорске бригаде. Учествовао је у продору армијске групе у Србију, операцијама за ослобођење Србије, операцији за ослобођење Београда, и у борбама на сремском фронту. Погинуо је током завршних операција за ослобођење Југославије 4. децембра 1944. године, у близини села Пољани, код Илока.
Имао је чин мајора НОВЈ. Још за живота је био одликован Орденом за храброст и Орденом партизанске звезде са сребрним венцем, а 3. марта 1945. године Указом Председништва АВНОЈ-а је постхумно проглашен за народног хероја Југославије.